# Левенворт (Индијана)
Левенворт (енгл. Leavenworth) град је у америчкој савезној држави Индијана.

## Демографија
По попису из 2010. године број становника је 238, што је 115 (-32,6%) становника мање него 2000. године.
| Група             | 2000.       | 2010.       |
| Белци             | 344 (97,5%) | 226 (95,0%) |
| Афроамериканци    | 6 (1,7%)    | 6 (2,5%)    |
| Азијати           | 0 (0,0%)    | 0 (0,0%)    |
| Хиспаноамериканци | 2 (0,6%)    | 3 (1,3%)    |
| Укупно            | 353         | 238         |